# Pipizella brevis
Pipizella brevis är en tvåvingeart som beskrevs av Lucas 1976. Pipizella brevis ingår i släktet rotlusblomflugor, och familjen blomflugor.
Artens utbredningsområde är Spanien. Inga underarter finns listade i Catalogue of Life.